# Marina Bazanova
Marina Viktorovna Bazanova (en russe : Марина Викторовна Базанова), née le 25 décembre 1962 à Omsk (RSFS de Russie) et morte le 27 avril 2020 à Brême (Allemagne), est une handballeuse internationale soviétique.

## Biographie
Marina Bazanova est notamment triple championne du monde et double médaillée de bronze aux Jeux olympiques en 1988 et 1992. Elle n'a toutefois pas pu participer ni aux Jeux olympiques de Moscou en 1980 à cause d'une blessure au dos contractée pendant la préparation ni aux Jeux olympiques de Los Angeles en 1984 du fait du boycott de l'URSS.
En club, elle est repérée dès l'âge de 16 ans par Igor Tourtchine, l'entraîneur du Spartak Kiev, mais ne s'y impose qu'un peu plus tard. Avec le meilleur club européen des années 1980, elle remporte cinq Coupe des clubs champions et autant de Championnats d'Union soviétique.
En 1991, elle rejoint l'Allemagne et le TuS Walle Brême,, le meilleur club allemand du début des années 1990. En 1997, elle rejoint un autre club brêmois, le Werder Brême, en tant que joueuse puis entraîneuse jusqu'en 2008.

## Palmarès

### En équipe nationale
- Médaille d'or au Championnat du monde junior 1981 (en)[réf. à confirmer][7]
- Médaille d'or au Championnat du monde 1982,  Hongrie
- Médaille d'or aux Goodwill Games de 1986
- Médaille d'or au Championnat du monde 1986,  Pays-Bas
- Médaille de bronze aux Jeux olympiques de 1988 à Séoul,  Corée du Sud[2]
- Médaille d'or au Championnat du monde 1990,  Corée du Sud
- Médaille de bronze aux Jeux olympiques de 1992 à Barcelone,  Espagne[2]

### En club
Compétitions internationales
- Coupe des clubs champions (C1)
  - Vainqueur (5) : 1981[réf. à confirmer][7], 1983[8], 1986, 1987, 1988
  - Finaliste (1) : 1989
- Coupe d'Europe des vainqueurs de coupe (C2)
  - Vainqueur (1) : 1994

Compétitions nationales
- Championnat d'Union soviétique
  - Vainqueur (6) : 1983, 1984, 1985, 1986, 1987, 1988
  - Deuxième (2) : 1990 et 1991
- championnat d'Allemagne
  - Vainqueur (4) : 1992, 1994, 1995 et 1996
  - Deuxième (1) : 1993
- coupe d'Allemagne
  - Vainqueur (3) : 1993, 1994 et 1995
  - Finaliste (1) : 1992

### Distinction individuelle
- Élue meilleure ailière droite des Jeux olympiques de 1992.